# Кинематограф Непала
Непальский кинематограф имеет непродолжительную историю, но играет важную роль в культурном наследии страны. В СМИ для обозначения непальского кинематографа нередко используются слова «Kollywood» и «Kallywood» (контаминация слов «Катманду» и «Голливуд»), при этом термин «Kollywood» чаще используется для описания тамильского кинематографа.

## История
Первым художественным фильмом, снятым в Непале, является «Aама» (по непальски — «Мать»), премьера которого состоялась 7 октября 1964 года. Фильм был снят Информационным Департаментом Правительства Его Величества короля Непала, режиссёр — Хира Сингх Кхатри, ведущие актёры — Шива Шанкар и Бхуван Чанд.
Первый непальский фильм, снятый частной компанией — мелодрама «Мейтигхар» (непальск. माइतिघर), выпущен в конце 1966 года фирмой Sumononjali Films, режиссёр — Б. С. Тхапа. В этом фильме снимались многие актёры Болливуда, включая исполнителей главных ролей — Малу Синху и Чидамбара Прасада Лохани (за которого Мала Синха впоследствии вышла замуж). Также в фильме играли Сунил Датт и комик Раджендра Нат. Музыку к фильму написал популярный индийский композитор Джайдев Верма, а песни исполнили индийские певцы Лата Мангешкар, Аша Бхосле, Уша Мангешкар, Манна Дей, Прем Дхой Прадхан и Аруна Лама.
В 1971 году правительство Непала создало кинокомпанию Royal Nepal Film Corporation. Первый фильм, снятый этой компанией — «Манн Ко Бандх» (режиссёр — Джей Рана, композитор — Амбер Гурунг, авторы музыки к песням — Нати Кадзи и Шива Шанкар). Премьера состоялась в 1973 году в Катманду. За «Манн Ко Бандх» последовали фильмы «Кумари» (первый непальский цветной фильм, 1978), «Синдур» (1980) и сериал «Дживан Рекха», что способствовало становлению непальского кинематографа как индустрии.
Чёрно-белый фильм режиссёра Пратапа Субба «Парал Ку Аагу», снятый компанией Cineroma в 1978 году, пользовался большим успехом благодаря своему сюжету и мелодичной музыке. Автором сценария был сам Пратап Субба, в основу сценария легла популярная новелла непальского писателя Гуру Прасада Майнали. В фильме были задействованы актёры Танка Шарма, Басундхара Бхусал, Сусмита Дхакал, Менука Прадхан и другие. Композитором фильма была Шанти Тхатал — первая женщина-композитор в непальском кино. Тексты песен сочинили Манбахадур Мукхия и Индра Тхапалия, песни исполняли Аруна Лама, Дева Гьялмо, Пема Лама, Шанкар Гурунг и Дипа Гахатрадж.
В 2000 году правительством Непала был создан Совет по развитию кинематографии для развития и продвижения непальской киноиндустрии. Совет стремится наладить взаимодействие между представителями киноиндустрии и государственными органами с целью достижения баланса между интересами общества, правительства и кинематографистов.